# Карамишевське сільське поселення (Козловський район)
Кара́мишевське сільське поселення (рос. Карамышевское сельское поселение) — муніципальне утворення у складі Козловського району Чувашії, Росія. Адміністративний центр — село Карамишево.
Станом на 2002 рік у складі Карамишевської сільської ради перебував присілок Бігільдіно, пізніше переданий до складу Карачевського сільського поселення.

## Населення
Населення — 1645 осіб (2019, 1934 у 2010, 2254 у 2002).

## Склад
До складу поселення входять такі населені пункти:
| Населений пункт     | Населення, осіб (2002) | Населення, осіб (2010) |
| ------------------- | ---------------------- | ---------------------- |
| Карамишево, село    | 576                    | 493                    |
| Картлуєво, присілок | 552                    | 479                    |
| Кінери, присілок    | 175                    | 117                    |
| Кріуші, присілок    | 234                    | 208                    |
| Можари, присілок    | 355                    | 333                    |
| Мурзаєво, присілок  | 105                    | 88                     |
| Шименеєво, присілок | 257                    | 216                    |